# Альфред Матерн
Альфред Матерн (нім. Alfred Matern; 15 грудня 1910, Кенігсберг — 26 березня 1945, Інстербург) — німецький військовик, оберфельдфебель вермахту. Кавалер Лицарського хреста Залізного хреста з дубовим листям.

## Біографія
10 квітня 1934 року вступив у 22-й піхотний полк, який пізніше увійшов до складу 1-ї піхотної дивізії. Учасник Польської і Французької кампаній, а також Німецько-радянської війни. Командував взводом 10-ї, потім — 5-ї роти свого полку. В 1943 році відзначився в боях у районі Ладозького озера, а в 1945 році — у Східній Пруссії. 26 березня 1945 року важко поранений і того ж дня помер у шпиталі. Похований на німецькому військовому цвинтарі в Інстербурзі.

## Нагороди
- Знак Гітлер'югенду
- Медаль «За вислугу років у Вермахті» 4-го класу (4 роки)
- Залізний хрест
  - 2-го класу (21 серпня 1941)
  - 1-го класу (19 вересня 1941)
- Штурмовий піхотний знак у сріблі
- Німецький хрест в золоті (14 березня 1942)
- Медаль «За зимову кампанію на Сході 1941/42»
- Лицарський хрест Залізного хреста з дубовим листям
  - лицарський хрест (4 вересня 1943)
  - дубове листя (№784; 16 березня 1945)
- Нагрудний знак ближнього бою в бронзі